# Prolatiforceps dolichomerus
Prolatiforceps dolichomerus là một loài ruồi trong họ Asilidae. Prolatiforceps dolichomerus được Williston miêu tả năm 1901.